# Blotzheim
Blotzheim (elsässisch Blohze) ist eine französische Gemeinde mit 5077 Einwohnern (Stand 1. Januar 2022) am Rande des Sundgau, die zum Kanton Saint-Louis im Arrondissement Mulhouse im Département Haut-Rhin in der Region Grand Est (bis 2015 Elsass) gehört.

## Lage
Der Ort liegt zwischen Mülhausen im Nordwesten (etwa 24 km) und Basel (Schweiz) im Südosten (knapp 10 km). Am östlichen Rand von Blotzheim befindet sich der Flughafen Basel-Mülhausen. Seit der Abtretung des Ortsteils Neuweg (La Chaussée) im Jahr 1958 an die Stadt Saint-Louis liegt der Flughafen nicht mehr auf Blotzheimer Gemeindegebiet.

## Geschichte
Die Rue des Romains folgt ein Stück weit der alten Römerstraße. Die älteste erhaltene Erwähnung des Ortes als Flobestesheim findet sich in einer Urkunde aus dem Jahr 728. Er gehörte damals dem Kloster Murbach. 1253 wird erwähnt, dass der Ort mit Mauer und Graben umgeben ist. Die heutige Namensform erscheint erstmals 1451. Vom 13. bis zum 17. Jahrhundert gehörte das Dorf zum habsburgischen Vorderösterreich, im Westfälischen Frieden kam es 1648 mit dem ganzen elsässischen Besitz der Habsburger an die französische Krone. Ein mittelalterliches Wasserschloss im Dorf wurde 1445 durch die Basler zerstört, dann wiederaufgebaut und im Dreißigjährigen Krieg wieder verwüstet. An seiner Stelle entstand um 1730 ein barocker Neubau. In der Rue du Couvent erinnert ein stattliches Landwirtschaftsanwesen an ein ehemaliges Zisterzienser-, später Zisterzienserinnenpriorat. Im Bauernkrieg wurden die aufständischen Bauern, die sich zeitweise erfolgreich gegen die Schweden behaupten konnten, bei Blotzheim eingekesselt und massakriert. Man geht von etwa 500 Toten und 800 Gefangenen aus, von denen viele gehängt wurden.   
Von 1871 bis zum Ende des Ersten Weltkrieges gehörte Blotzheim als Teil des Reichslandes Elsaß-Lothringen zum Deutschen Reich und war dem Kreis Mülhausen im Bezirk Oberelsaß zugeordnet.
Von 1915 an besaß die Gemeinde einen Bahnhof an der Bahnstrecke Waldighofen–Sankt Ludwig. Dieser umfasste drei Ausweichgleise und ein Ladegleis. Der Personenverkehr wurde 1955 eingestellt. Bis 1992 verkehrten Güterzüge von Saint-Louis aus bis nach Blotzheim.

### Bevölkerungsentwicklung
| Jahr      | 1910 | 1962 | 1968 | 1975 | 1982 | 1990 | 1999 | 2007 | 2017 |
| Einwohner | 2554 | 1951 | 2110 | 2353 | 2340 | 3090 | 3564 | 3785 | 4526 |

## Wappen
Wappenbeschreibung: In Silber schwebt ein schwarzes Tatzenkreuz über einen schwarzen Dreiecksrahmen.

## Sehenswürdigkeiten
- Kapelle Notre-Dame du Chêne (Unsere Liebe Frau zur Eich), als Monument historique eingestuft. Spätgotischer Kirchturm von 1494. Schiff und Chor aus dem 17. und 18. Jahrhundert. Barocke Ausstattung. Im barocken Hauptaltar ein spätgotisches Vesperbild (Pietà). Ölberg von 1840.
- Kirche St. Leodegar (Église Saint-Léger), schlichter neugotischer Bau von 1861
- Hôtel de ville, bis 1986 Rathaus (Mairie), heute Haus der Gemeinde für festliche Anlässe
- Schloss. Der Vorgängerbau, ein mittelalterliches Wasserschloss, im Besitz eines Basler Adelsgeschlechts. Weitere Besitzer Georg Christoph von Taupadel und die Familie Glutz von Blotzheim und ein Seitenzweig derer von Salomon. Der jetzige barocke Bau 1730 für Henri d' Anthés (Begründer der königlichen Waffenschmiede Klingenthal) errichtet, ab 1920 im Besitz der Väter vom Heiligen Geist. Heute Schule/Missionsschule.

|  |  |  |